# Kalesija
Kalesija (serbiska: Калесија) är en ort i Bosnien och Hercegovina.   Den ligger i entiteten Federationen Bosnien och Hercegovina, i den östra delen av landet, 80 km nordost om huvudstaden Sarajevo. Kalesija ligger 251 meter över havet och antalet invånare är 36 748.